# Likorova kuća

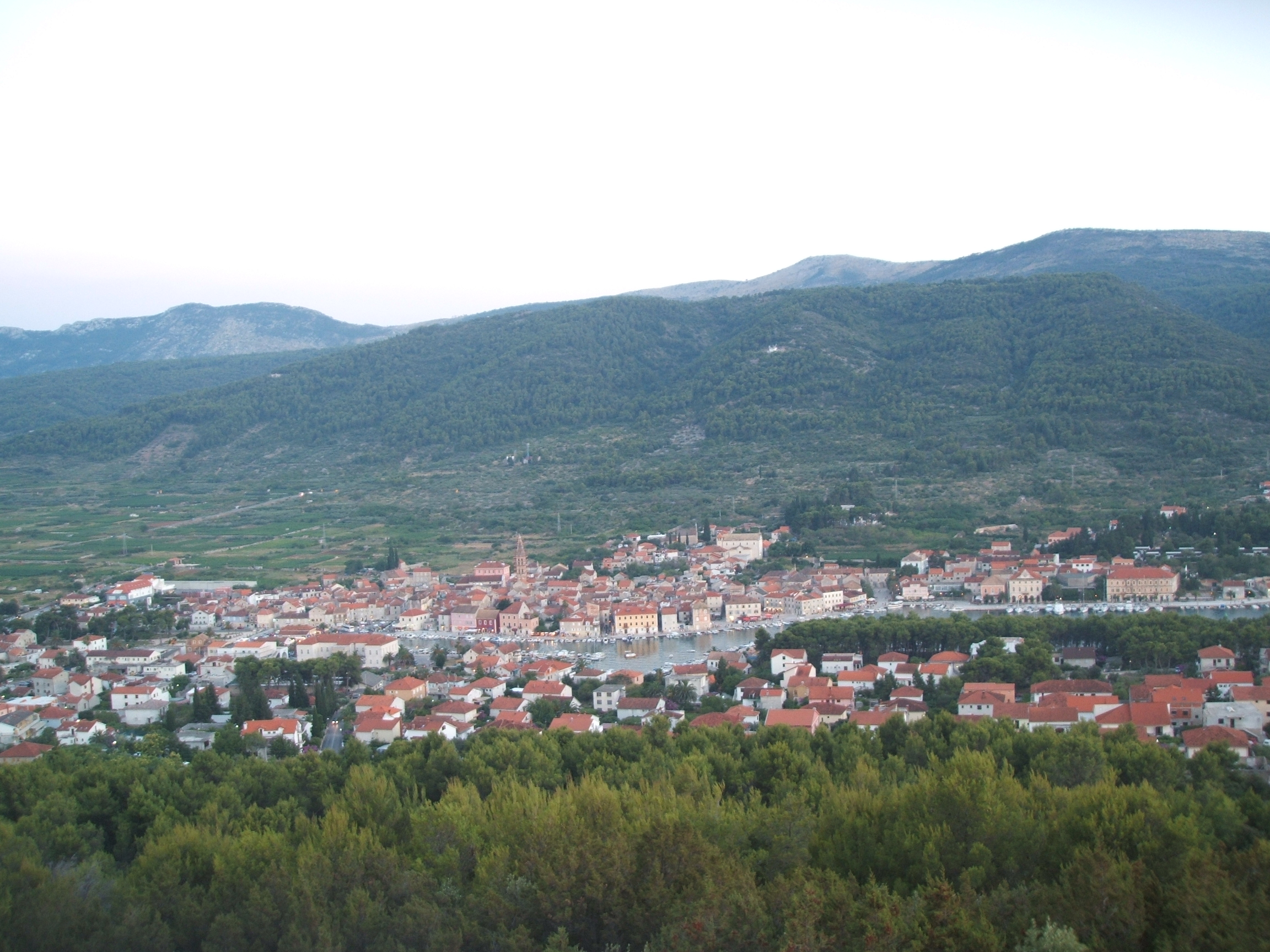
Pohled z kopce Glavica na Staré Město a na kopec Purkin kuk a Likorovu kuću.

Likorova kuća (česky: Lékařův dům) je ruina venkovské a zemědělské budovy na severním svahu hřebene Purkin kuk, poblíž Starého Gradu a obce Dol. Tento lovecký zámeček si nechal zbudovat starigradský lékař Petar Ostojić (1780–1851). Dr. Peter Ostojić postavil rovněž dům ve Starim Gradu jižně od kostela sv. Mikuláše s kamennou vodní nádrží ve tvaru lodi. Nechal postavit také vodní mlýn v nedaleké obci Dol.

## Historie
Dům byl postaven v první polovině 19. století. Místní obyvatelé pojmenovali dům podle profese lékaře (v místním chorvatském dialektu: likor – lékař). Dnes z domu zbyly jen ruiny. Příběhy o usedlosti jsou mezi staršími místními obyvateli, zejména obce Dol, stále živé.

## Současnost
Purkin kuk a Likorova kuća jsou dnes mezi turisty oblíbené jako vyhlídková místa a vede k nim značená turistická stezka ze severu od silnice číslo 116. Turistické sdružení Stari Grad navrhlo v roce 2020 vybudování naučné strezky. Tento projekt měl být financován z prostředků Evropské unie ve výši 330 000 Kn. Nebyl (informace k červnu 2021) dosud realizován.

## Obraz v umění
Likorova kuća je dějstvím novely Verka Škurla-Ilijiće Kurtizani, ve které se mísí historický a legendární obsah, například legenda o kurtizaně, která spisovateli sloužila jako předloha novely.